# Escola de Engenharia de Taubaté
O Departamento de Engenharia Mecânica da Universidade de Taubaté, também conhecido como Escola de Engenharia de Taubaté é uma tradicional escola de engenharia do Interior de São Paulo e uma das unidades da Unitau. Localiza-se na cidade de Taubaté, no campus da Juta.
O campus da Juta ocupa atualmente a área das antigas instalações da indústria Companhia Fabril de Juta. Recentemente, a Prefeitura Municipal de Taubaté anunciou a desapropriação das antigas instalações da fábrica da Prolim, atualmente vizinha ao campus da UNITAU. A área será incorporada ao Departamento e a Universidade anunciou que pretende instalar novos laboratórios e salas de aula no local.

## História
A Escola de Engenharia de Taubaté foi fundada em agosto de 1962. Inicialmente, 50 alunos cursaram as engenharias Civil, Elétrica e Mecânica. A criação da Escola foi pioneira na cidade e na região do Vale do Paraíba. A primeira aula da instituição foi no dia 1º de setembro de 1962. Desenho Industrial foi a disciplina escolhida para estrear os cursos, que teriam matérias iguais até o 3º ano da graduação. Em 1966, apenas 10 alunos concluíram seus cursos.
Em 1976, ano da fundação efetiva da Universidade de Taubaté, a Escola do incorporada à instituição recém criada e foi transferida.

## Cursos
Atualmente, o departamento de Engenharia Mecânica da UNITAU oferece quatro cursos de graduação nas áreas de engenharia.
- Engenharia Mecânica
- Engenharia de Produção Mecânica
- Engenharia Aeronáutica
- Engenharia Mecânica com ênfase em Mecatrônica.

O Departamento também oferece cursos de pós-graduação lato sensu e stricto sensu.
O Departamento é responsável por oferecer todos os cursos de especialização da área de engenharia da UNITAU. São eles:
- Automação e Controle Industrial - Mecatrônica
- Engenharia Aeronáutica
- Engenharia de Qualidade 'Lean'/ Seis Sigma / 'Green Belt'
- Engenharia de Segurança do Trabalho
- Engenharia de Soldagem
- Gestão de Processos Industriais
- Gestão de Projetos em Business Intelligence - Parceria IBM
- Manutenção Industrial
- Projeto Mecânico

Também no Departamento está localizado o Programa de Pós-Graduação em Engenharia Mecânica, que abriga o Mestrado em Engenharia Mecânica.

## Infra-estrutura
Atualmente, o Departamento conta com uma infra-estrutura composta por 16 laboratórios, um pólo computacional e um vasto acervo bibliográfico de mais de 10.500 volumes.